# Posh (unidade do Haganá)

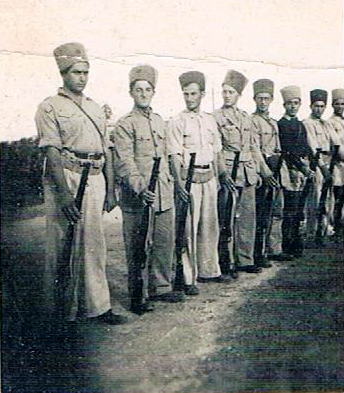
Unidade POSH em Kfar Bilu.

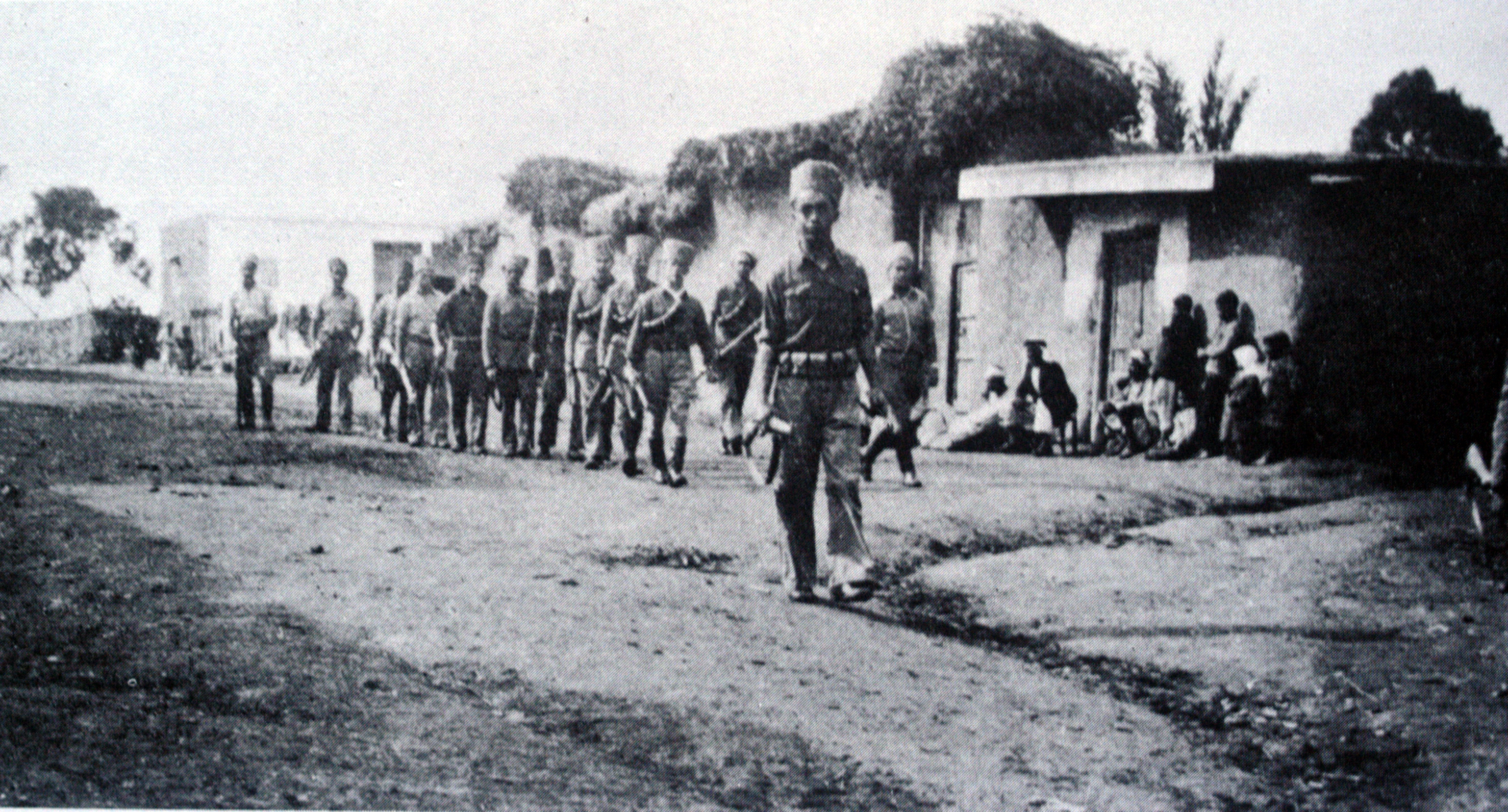
Uma unidade POSH passando por Yasur, Gaza.

POSH (também Fosh; em hebraico:  פו"ש, ou Fosh, uma abreviatura para Plugot Sadeh [em hebraico:  פלוגות שדה], lit. Companhias de Campanha) foi uma força de ataque de elite judaica que serviu como unidade comando do Haganá durante a revolta árabe de 1936-1939 na Palestina, quando o país estava sob controle do Mandato Britânico.
Os membros da POSH foram escolhidos a dedo por Yitzhak Sadeh, comandante da Polícia de Assentamento Judaica.
Em março de 1938, a POSH tinha 1.500 combatentes treinados divididos em 13 grupos regionais. Eles estavam armados com fuzis SMLE britânicos, granadas, fuzis e algumas armas portáteis, e operaram em incursões rápidas sob o comando dos Esquadrões Noturnos Especiais de Charles Orde Wingate, aproveitando ao máximo sua mobilidade.
A POSH foi dissolvida em 1939 para criar uma força maior conhecida como Hish (Heil Sadeh, "Corpos de Campanha"). Durante a Segunda Guerra Mundial, os veteranos da POSH foram treinados pelos britânicos para incursões de comandos noturnas.